# Kämmereidorf
Ein Kämmereidorf ist ein veralteter Rechtsbegriff, der Dörfer im Eigentum von Städten bezeichnete. Das Eigentum konnte durch Lehnsvergabe der Landesherrn, aber auch durch Kauf entstehen.

## Namensherkunft
Der Begriff leitet sich von dem Amt des Kämmerers ab, der bereits im Mittelalter für die Finanzen der Stadt zuständig war. Er verwaltet nicht nur die Steuereinnahmen und sonstigen Abgaben der Stadt, sondern auch den Grundbesitz der Kommune. Dieser konnte neben Gebäuden, Feldern und Wäldern der städtischen Feldmark auch Liegenschaften außerhalb der eigentlichen Stadt umfassen. Dies konnte neben einzelnen Gebäuden und Höfen auch ein ganzes Dorf umfassen.

## Umfang
Neben den Landesherren, dem Adel und dem Klerus bildeten Städte eine weitere Gruppe von Lehnsherren. Als solche waren die Städte auch für den Schutz, die Steuereintreibungen und die Gerichtsbarkeit zuständig. Kämmereidörfer besaßen zumeist ein Rittergut oder Vorwerk, welches die Stadt bewirtschaftete oder bewirtschaften ließ. Der Schulze des Dorfes wurde von der Stadt eingesetzt, wenn eine Kirche vorhanden war, besaß die Stadt meist das Patronat über sie. Als 1872 mit der Kreisordnung für die östlichen Provinzen auch in ganz Preußen (außer Posen) die Landgemeinden nicht mehr einem Gutsherrn unterstellt waren, endete auch die Zeit der Kämmereidörfer. Die Städte behielten jedoch zumeist ihre direkten Liegenschaften in der Gemeinde, teilweise bis heute.

## Beispiele
Viele deutsche Städte haben im Laufe ihrer Geschichte Kämmereidörfer besessen.

### Berlin
Die Stadt Berlin besaß im Laufe ihrer Geschichte eine Reihe von Kämmereidörfern. Die Stadt erwarb im Mittelalter einige Dörfer im näheren oder weiteren Umland. Das einzige Berliner Kämmereidorf, welches heute nicht zu Groß-Berlin gehört, ist Woltersdorf.
| Name          | seit          | bis       | Dauer           |
| ------------- | ------------- | --------- | --------------- |
| Lichtenberg   | 1391          | 1872      | 481 Jahre       |
| Mariendorf    | 1435          | 1872      | 437 Jahre       |
| Marienfelde   | 1435          | 1831      | 396 Jahre       |
| Reinickendorf | vor 1375 1710 | 1632 1872 | 419 Jahre mind. |
| Rixdorf       | 1435          | 1872      | 437 Jahre       |
| Rosenfelde    | 1319          | um 1590   | 271 Jahre mind. |
| Stralau       | 1358          | 1872      | 514 Jahre       |
| Tempelhof     | 1435          | 1872      | 437 Jahre       |
| Wedding       | 1289          | 1861      | 572 Jahre       |
| Woltersdorf   | 1487          | 1859      | 372 Jahre       |

### Frankfurt (Oder)
Die Stadt Frankfurt an der Oder besaß sieben Kämmereidörfer östlich und drei westlich der Oder. Die drei Kämmereidörfer westlich der Oder, Booßen, Kliestow und Tzschetzschnow wurden später in die Stadt eingemeindet.

### Spandau
Die heute zu Berlin gehörende ehemalige Stadt Spandau besaß von 1295 bis 1872 die Herrschaft über das benachbarte Dorf Staaken. Das ehemalige Kämmereidorf Staaken gehört heute zum Bezirk Spandau.